# Боэдромии
Боэдромии, Боедромии (др.-греч. τά Βοηδρόμια) — праздник в древних Афинах, Фивах и других греческих городах.
Проводился в честь:
- по одной версии — в честь Аполлона Боэдромия[3];
- по второй версии — в честь победы Эрехтея над элевсинцами[1].
- по версии Плутарха — в честь победы Тесея над амазонками[1][4]

Праздновался:
- по части источников — 6 боэдромиона[1].
- по другим источникам — 7 боэдромиона[3],

После битвы при Марафоне (490 г. до н.э.) являлись также Марафонским праздником.
Происхождение праздника объяснялось, как один из вариантов, помощью, которую Ион или Ксуф оказал афинянам под предводительством Эрехтея, когда на них напали Эвмолп и элевсинцы.
Имя Боэдромий (бегущий на помощь, защитник) было прозвищем Аполлона в Аттике и Беотии для обозначения его как воинственного бога.